# Tempel von Orjais
Koordinaten: 40° 20′ 25,3″ N, 7° 25′ 4,8″ W
Die Ruine des römischen Tempel von Orjais liegt beim gleichnamigen Dorf, etwa 50,0 Meter oberhalb der Kapelle Nossa Senhora das Cabeças, die man zwischen Covilhã und Belmonte in Portugal im Distrikt Castelo Branco in der Subregion Cova da Beira von der Nationalstraße N18 aus westlich auf einem Hügel sieht.
Auf dem Hügel befindet sich ein eisenzeitliches Castro, von dem an den Hangkanten einige Bruchsteinmauern sichtbar sind. Die Fortdauer der Besiedlung in römischer Zeit belegt das Fundament eines Tempels, der nach den Inschriften der einheimischen Gottheit Banda Brialeacus geweiht war. Erhalten sind drei Steinlagen, von denen sich die untere und die obere von der Größe der Blöcke her gleichen. Die unterhalb am Hang liegende zweilagige Terrassenmauer ist ebenso gebaut. Die Mittellage besteht aus schmaleren Blöcken. Charakteristisch sind die überstehenden Bosse, auf den Außenflächen der Blöcke. Diese Zierform, die aus der griechischen Architektur stammt, war in römischer Zeit beliebt. Über den drei Steinlagen folgte das Abschlussgesims, von dem noch ein Teil an der Bergseite sichtbar ist.